# Gormathon
Gormathon är ett svenskt death metal-band bildat 2009 av Tony Sunnhag (sång & basgitarr), Stefan Jonsson (gitarr) och Tony Sandberg (trummor). De spelade tidigare tillsammans i heavy metal-bandet Overload, men beslutade sig för att bilda Gormathon när det nya låtmaterialet var för hårt för Overload. Senare anslöt sig Thomas Hedlund (basgitarr) och Peter Sonefors (gitarr) till bandet.
2010 fick bandet skivkontrakt med Supernova Records och debutskivan Lens of Guardian släpptes samma år. 
På hösten 2010 ersatte Kalle Svedåker Thomas Hedlund på basgitarr, som lämnade på grund av tidsbrist.
2012 ersatte Markus Albertson (ex-Tad Morose, ex-Bloodbound, ex-Taleswapper) Peter som gitarrist i bandet. Våren 2012 släppte Gormathon en ny singel, "Land of the Lost", och även en musikvideo till denna. I mitten av december 2012 släppte man en EP med tre låtar (Celestial Warrior) och även en video till låten "Absence of Trust". Våren/sommaren 2013 ägnades åt att skriva nya låtar till ett kommande album. Man blev kontaktade av österrikiska Napalm Records och skrev med dom ett skivkontrakt och ägnade vinter/våren 2013/2014 åt att spela in det kommande albumet som har world wide releasedatum september/oktober 2014. Efter nyår meddelar Kalle Svedåker (ex-Taleswapper) att han tänker hoppa av Gormathon. De frågar Thomas Hedlund om han är sugen att plocka upp basgitarren igen, och han tackar ja till erbjudandet.

## Medlemmar
Nuvarande medlemmar
- Tony Sunnhag – basgitarr (2009), sång (2009– )
- Stefan Jonsson – gitarr (2009– )
- Tony Sandberg – trummor (2009– )
- Thomas Hedlund – basgitarr (2009–2012, 2015– )
- Markus Albertson – gitarr (2012– )

Tidigare medlemmar
- Peter Sonefors – gitarr (2009–2012)
- Karl Svedåker – basgitarr (2012–2015)

## Diskografi
Studioalbum
- Lens of Guardian (2010)
- Following the Beast (2014)

EP
- Celestial Warrior (2012)

Singlar
- "Skyrider" (2010)
- "Land of the Lost" (2012)